# Herman Teirlinck (film)
Pour l'écrivain objet de ce film, voir Herman Teirlinck.
Pour plus de détails, voir Fiche technique et Distribution.
Herman Teirlinck est le titre d'un film documentaire du réalisateur belge Henri Storck sorti en 1953.

## Synopsis
Ce document audiovisuel de 48 minutes est une biographie de l'écrivain belge Herman Teirlinck à travers son œuvre et son influence sur le théâtre.

## Fiche technique
- Titre : Herman Teirlinck
- Réalisation : Henri Storck
- Scénario : Henri Storck
- Musique : Dimitri Balachoff
- Photographie : Raphaël Algoet
- Montage : Henri Storck
- Société de production : CEP
- Pays :  Belgique
- Genre : Documentaire
- Durée : 55 minutes
- Dates de sortie : 
  -  Belgique : 1953